# Alone (2020)
Alone (bra: Sozinha) é um filme de suspense estadunidense de 2020 dirigido por John Hyams e escrito por Mattias Olsson. O filme é estrelado por Jules Willcox e Marc Menchaca e segue uma jovem que tenta desesperadamente escapar de um perseguidor homicida no deserto. Foi lançado nos Estados Unidos em 18 de setembro de 2020, pela Magnet Releasing.

## Elenco
- Jules Willcox como Jessica
- Marc Menchaca como o Homem
- Anthony Heald como Robert

## Recepção

### Bilheteria e VOD
Alone foi lançado nos Estados Unidos em 18 de setembro de 2020 nos cinemas e em vídeo sob demanda. Ele arrecadou $182.473 em 173 cinemas em seu fim de semana de estreia. Foi também o filme mais alugado no Google Play, o quarto no FandangoNow e o nono na Apple TV. Em seu segundo fim de semana o filme ficou em terceiro lugar no Google Play, quarto em FandangoNow e sexto em Apple TV, então seu terceiro fim de semana terminou em segundo no Google Play, terceiro em FandangoNow, oitavo em AppleTV e décimo em Spectrum.

### Resposta crítica
No Rotten Tomatoes, o filme tem 95% de aprovação com base em 55 críticas, com uma avaliação média de 7,1/10. O consenso dos críticos do site diz: "A abordagem minimalista de Alone faz deste thriller intensificado uma experiência emocionante e cheia de suspense". No Metacritic, o filme detém uma pontuação média ponderada de 70 de 100 com base em nove avaliações, indicando "críticas geralmente favoráveis".